# Selesen (Gemeinde Brückl)
Selesen ist eine Ortschaft in der Gemeinde Brückl im Bezirk Sankt Veit an der Glan in Kärnten. Die Ortschaft hat 37 Einwohner (Stand 1. Jänner 2024).

## Lage
Die Ortschaft liegt auf dem Gebiet der Katastralgemeinde Brückl, etwa zwei Kilometer westlich des Gemeindehauptorts, am Fuß des Lippekogels, rechts der Gurk, nahe der Mündung des Selesenbachs.
Ein paar – mittlerweile abgekommene – Höfe, die mehrere hundert Meter weiter westlich schon auf dem Gebiet der Gemeinde Sankt Georgen am Längsee lagen, wurden zeitweise als Ortschaftsbestandteil Selesen der Ortschaft St. Martin geführt.

## Geschichte

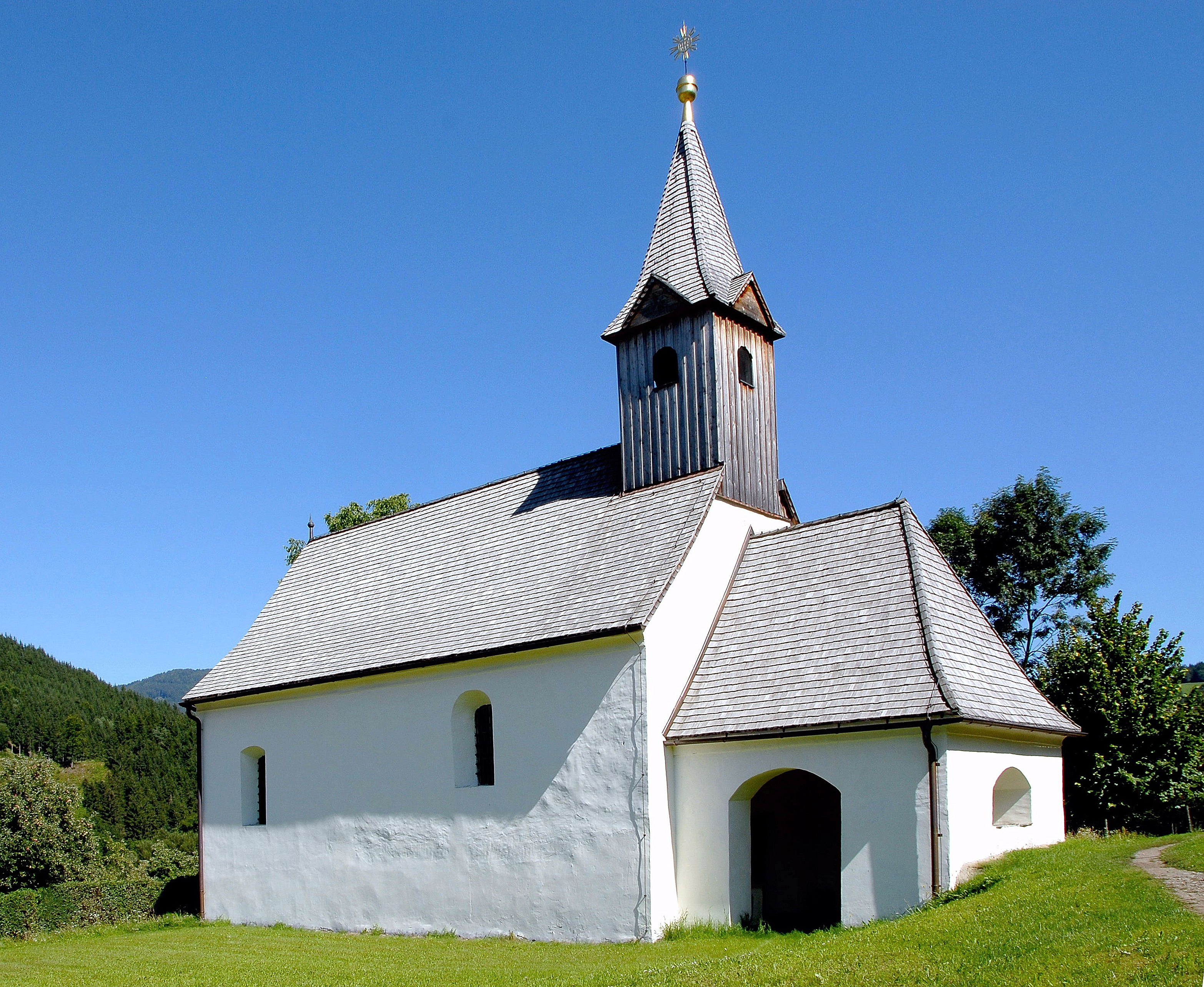
Filialkirche 14 Nothelfer, Selesen

Römersteine an der kleinen, im Kern mittelalterlichen Kirche deuten an, dass der Ort schon in der Antike besiedelt war. Urkundlich wurde der Ort schon 821 (als Selezna) erwähnt. Weitere Erwähnungen gab es 891/893 im Zusammenhang mit einer Schenkung des Arnulf von Kärnten und mit der damaligen Dionysiuskirche sowie 927 (als Zelezna) im Zusammenhang mit den Eppensteinern; 1261 erschien die Namensform Selizen. Der Ortsname leitet sich vom slowenischen Wort für Eisen (Zelezo) ab.
In der ersten Hälfte des 19. Jahrhunderts gehörte der Ort zum Steuerbezirk Osterwitz. Seit Gründung der Ortsgemeinden im Zuge der Reformen nach der Revolution 1848/49 gehört Selesen zur Gemeinde Brückl, die bis 1915 den Namen St. Johann am Brückl trug.

## Bevölkerungsentwicklung
Für die Ortschaft ermittelte man folgende Einwohnerzahlen:
- 1869: 9 Häuser, 74 Einwohner[3]
- 1880: 10 Häuser, 86 Einwohner[4]
- 1890: 9 Häuser, 74 Einwohner[5]
- 1900: 9 Häuser, 64 Einwohner[6]
- 1910: 8 Häuser, 52 Einwohner[7]
- 1923: 8 Häuser, 56 Einwohner[8]
- 1934: 57 Einwohner[9]
- 1961: 7 Häuser, 38 Einwohner[10]
- 2001: 11 Gebäude (davon 10 mit Hauptwohnsitz) mit 11 Wohnungen; 30 Einwohner und 0 Nebenwohnsitzfälle; 11 Haushalte; 0 Arbeitsstätten, 4 land- und forstwirtschaftliche Betriebe[11]
- 2011: 11 Gebäude, 28 Einwohner, 10 Haushalte, 0 Arbeitsstätten[12]
- 2021: 13 Gebäude, 31 Einwohner, 12 Haushalte, 6 Arbeitsstätten[13]